# Медина, Хосе Рамон
Хосе Рамон Медина Элорга (исп. José Ramón Medina; 20 июля 1919, Сан-Франциско-де-Макайра, Гуарико, Венесуэла — 14 июня 2010, Каракас , Венесуэла) — венесуэльский юрист, прозаик, поэт и политик. Генеральный прокурор Венесуэлы (1974—1979). Генеральный налоговик Венесуэлы (1986—1994). Сенатор. Доктор политических и социальных наук. Лауреат Национальной премии в области литературы Венесуэлы за 1959—1960 годы.

## Биография
Окончил Центральный университет Венесуэлы. Там же защитил докторскую диссертацию. Окончил специализированные курсы по уголовному праву и криминологии в Италии и Франции. С 1963 по 1967 год был секретарём Центрального университета Венесуэлы. Член Национальной ассамблеи Венесуэлы. Сенатор от Федерального округа Венесуэлы.
Работал членом Верховного суда Венесуэлы.
В 1974 году основал библиотеку в Аякучо и работал её руководителем до 2001 года. Участвовал в создании Центра латиноамериканских исследований, входил в совет директоров газеты El Nacional, работал директором литературного приложения к газете «El Nacional». Трижды избирался президентом Ассоциации венесуэльских писателей. Был директором Papel Literario. Руководил двумя важными международными конгрессами писателей страны: XIII Конгрессом иберо-американской литературы (Каракас, 1967) и III Латиноамериканским конгрессом писателей (Каракас, 1970).

## Избранные произведения
- Edad de la esperanza (1947)
- Rumor sobre Diciembre (1949)
- Vísperas de la aldea (1949)
- Elegía (1950)
- A la sombra de los Días (1950)
- Parva luz de la estancia familiar (1952)
- Texto Sobre el tiempo (1952)
- Los días sedientos y Diez Elegías (1953)
- La voz profunda (1954)
- Como la vida (1954—1958)
- Antología poética (1957)
- Elegías (1957)
- Viento en la tarde (1959)
- Memorias Y Elegías (1960)
- Razón de Poesía (1960)
- Poesías (1961)
- Poesía plural (1969)
- Ensayos y perfiles (1969)
- Sobre la tierra yerma (1971)
- Verdadero Ser (1982)
- Certezas y presagios (1984)
- Aún en el otoño (1996)

## Награды
- Премия Боскана (1952)
- Национальная премия в области литературы за 1959—1960 годы